# Trélazé
Trélazé és una comuna francesa, situada al cantó d'Angers-Trélazé, al departament de Maine i Loira, a la regió del País del Loira. El 1999 tenia 11.025 habitants.